# Nizozemsko na Letních olympijských hrách 1972
Nizozemsko na Letních olympijských hrách 1972 v německém Mnichově reprezentovala výprava 119 sportovců, z toho 90 mužů a 29 žen, v 16 sportech.

## Medailisté
| Medaile | Jméno                        | Sport      | Disciplína                      |
| ------- | ---------------------------- | ---------- | ------------------------------- |
| Zlato   | Hennie Kuiper                | Cyklistika | Muži silniční závod jednotlivců |
| Zlato   | Wim Ruska                    | Judo       | Muži váha těžká do 93 kg        |
| Zlato   | Wim Ruska                    | Judo       | Muži bez rozdílu hmotnosti      |
| Stříbro | Mieke Jaapiesová             | Kanoistika | Ženy K-1 500 m                  |
| Bronz   | Roel Luynenburg Ruud Stokvis | Veslování  | Muži dvojka bez kormidelníka    |